# Hit the Road Jack
Hit The Road Jack (с англ. — «Проваливай, Джек») — песня Перси Мэйфилда, впервые исполненная в 1960 году. Наиболее известна в исполнении Рэя Чарльза в 1961 году. Женский вокал принадлежит Маржи Хендрикс — сожительнице Чарльза и матери его ребёнка.
Песня построена на диалоге женщины, которая упрекает своего мужчину в том, что у него за душой ни гроша, и требует, чтобы он собрал свои вещи и покинул её дом, и ответом мужчины, который обвиняет женщину в сварливости и обещает наверстать упущенное.

## История песни
Перси Мэйфилд сочинил песню в 1960 году. Он записал демоверсию (без музыки, только голос) и отправил её продюсеру Арту Рупу. Сам Перси почти не выступал из-за травм лица, полученных в автомобильной аварии в 1952 году. Он разрешил исполнять песню Рэю Чарльзу.
В течение двух недель, с 9 октября 1961 года, сингл Чарльза лидировал в Billboard Hot 100.

## Дальнейшая судьба
- 387-е место в списке «500 величайших песен всех времён по версии журнала Rolling Stone»
- Была заглавной песней сериала «Несчастливы вместе» (1995—1999).
- Одна из немногих песен Чарльза, которая вошла в репертуар советских джазовых оркестров[источник не указан 19 дней].
- В 1976 году канадская группа The Stampeders выпустила версию песни, которая достигла шестого места в чартах в Канаде и 40 в США.
- Песня использовалась в финальных титрах фильма Ларса фон Триера «Дом, который построил Джек».
- Соул-певица Нина Симон ответила своей песней «Come on Back, Jack» (с англ. — «Вернись, Джек»), исполненной в том же стиле и звучании.

## Чарты
| Чарт (1961)                     | Наивысшая позиция |
| ------------------------------- | ----------------- |
| Австралия (Kent Music Report)   | 3                 |
| Бельгия/Фландрия (Ultratop 50)  | 13                |
| Франция (SNEP)                  | 42                |
| Великобритания (OCC UK Singles) | 6                 |
| US Billboard Hot 100            | 1                 |
| US Hot R&B Sides (Billboard)    | 1                 |

| Чарт (2011)    | Наивысшая позиция |
| -------------- | ----------------- |
| Франция (SNEP) | 90                |